# شهرستان تونگچنگ
شهرستان تونگچنگ (به لاتین: Tongcheng County) یک شهرستان‌های جمهوری خلق چین در چین است که در شیانینگ واقع شده‌است.